# Selim II

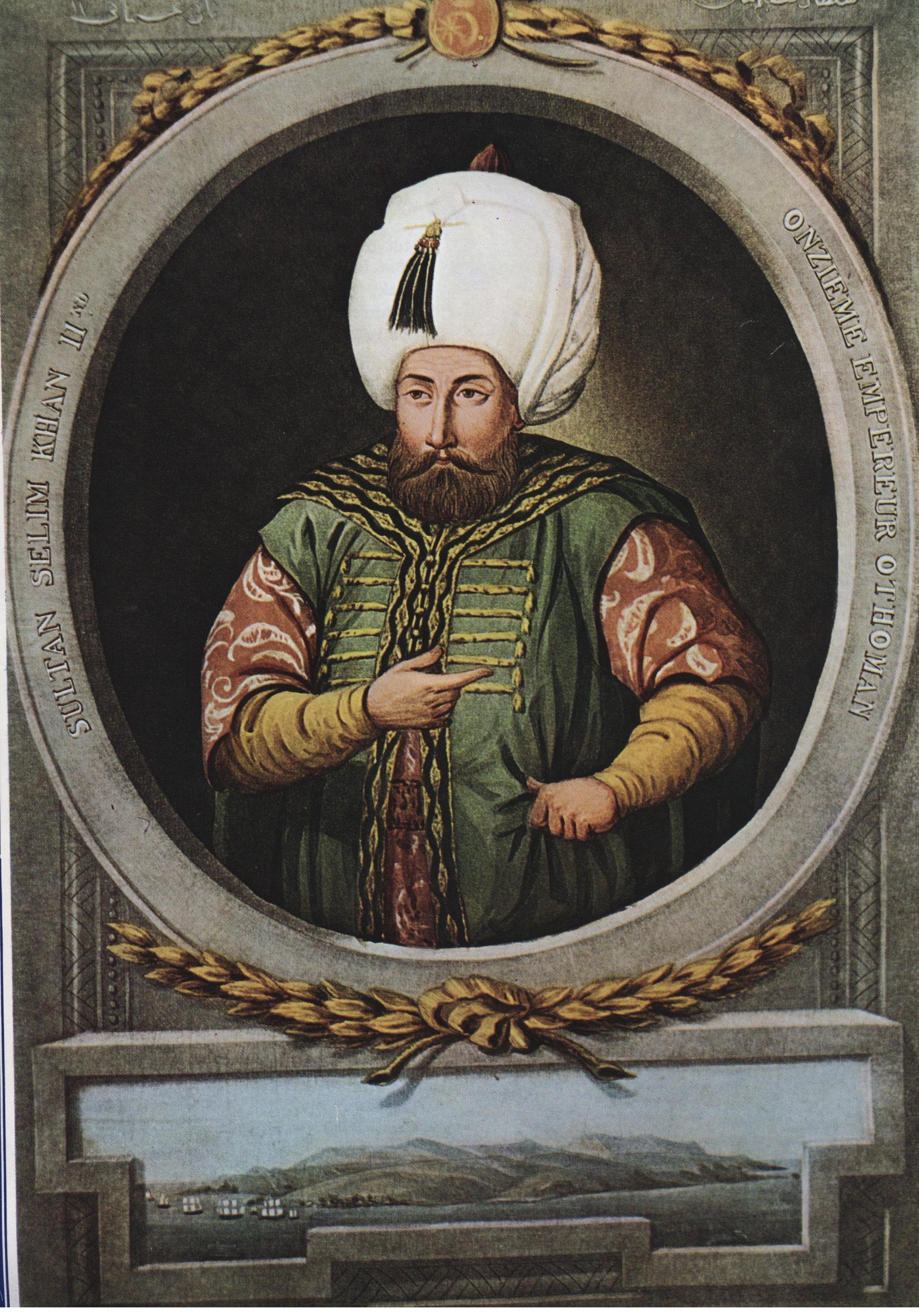
Selim II

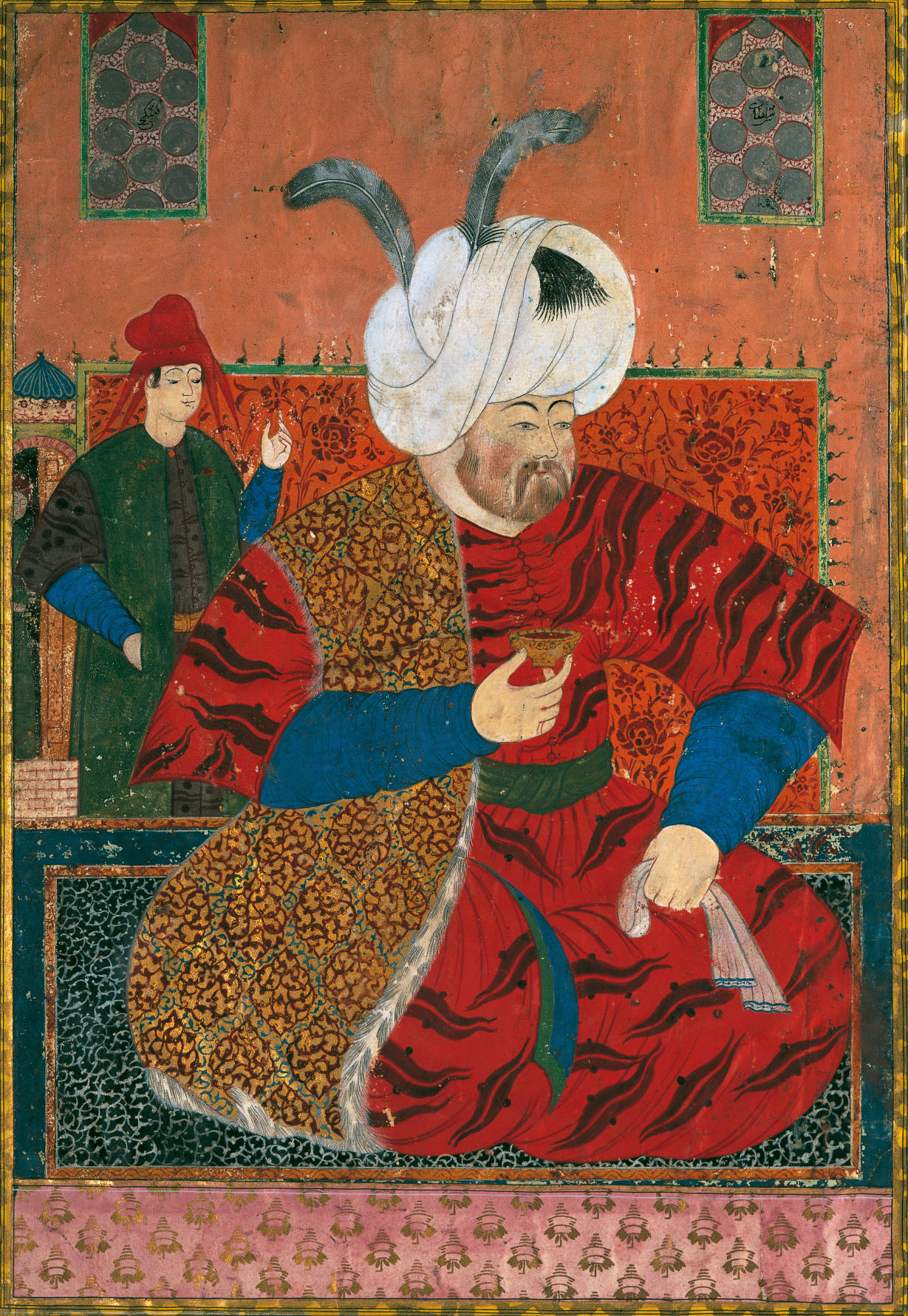
Selim II spożywający wino

Selim II, Selim Opój, Selim Pijak (tur. Mest; ur. 28 maja 1524, zm. 12–15 grudnia 1574) – sułtan z dynastii Osmanów, panujący w latach 1566–1574. Rozpoczął erę słabych, niezdolnych militarnie i politycznie sułtanów. Ogromny wpływ na niego miała jego pierwsza żona, Nurbanu. Był najmniej zdolnym z rodzeństwa i nałogowo pił.

## Życiorys
Był synem sułtana Sulejmana I Wspaniałego i Roksolany oraz ojcem Murada III.
Jako jedyny z braci ocalał z walk sukcesyjnych w ostatnich latach panowania ojca. Pozbawiony zdolności militarnych i talentów politycznych swych poprzedników na tronie, nie brał udziału w kampaniach wojennych. Sprawowanie władzy powierzył ministrom, z wielkim wezyrem Sokollu Mehmedem na czele, a sam oddawał się orgiom i zabawom (podobno zmarł wskutek uderzenia głową o posadzkę, gdy poślizgnął się w łaźni, goniąc po pijanemu nałożnicę).
W czasie panowania Selima II Osmanowie prowadzili wojny z Persją (Safawidami), Węgrami i Wenecją. W jego imieniu Sokollu Mehmed w 1568 zawarł w Konstantynopolu traktat pokojowy z Maksymilianem II Habsburgiem, w którym cesarz przystał na uiszczanie corocznego trybutu w wysokości 30 tysięcy dukatów. W okresie jego rządów nastąpiło pierwsze zetknięcie Osmanów z Carstwem Rosyjskim. W 1570, także w Konstantynopolu, zawarto traktat pokojowy z Iwanem Groźnym. Opanowanie Cypru (1570) spowodowało zawiązanie się antytureckiej koalicji państw europejskich, tak zwanej Ligi Świętej (powstałej z inicjatywy papieża Piusa V), w wojnie z którą wojska tureckie poniosły druzgocącą klęskę w bitwie morskiej pod Lepanto 7 października 1571.
Po rozpadzie koalicji chrześcijańskiej dzięki staraniom wielkiego wezyra Sokollu Mehmeda odbudowano flotę turecką i odzyskano z rąk francuskich Tunis. W 1573 podpisano traktat pokojowy z Republiką Wenecką, utrwalający tureckie panowanie na Cyprze.

## Kultura masowa
Selim II jest ważną postacią w tureckim serialu Wspaniałe stulecie. Ponieważ akcja dzieje się na przestrzeni wielu lat, grało go kilka osób w różnym wieku. W sezonie czwartym dorosłego Selima zagrał Engin Öztürk.